# Theodor Kappenberg

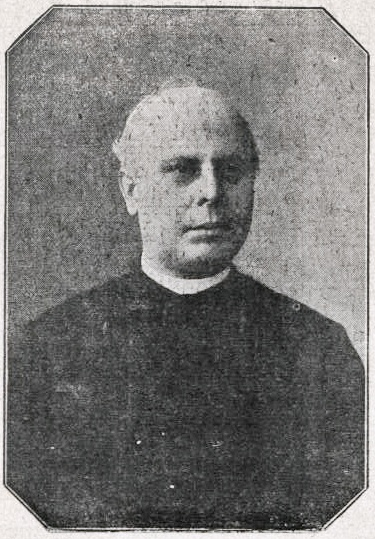
Weihbischof Theodor Kappenberg, Bild vom Nachruf in der Stadt Gottes, 1920

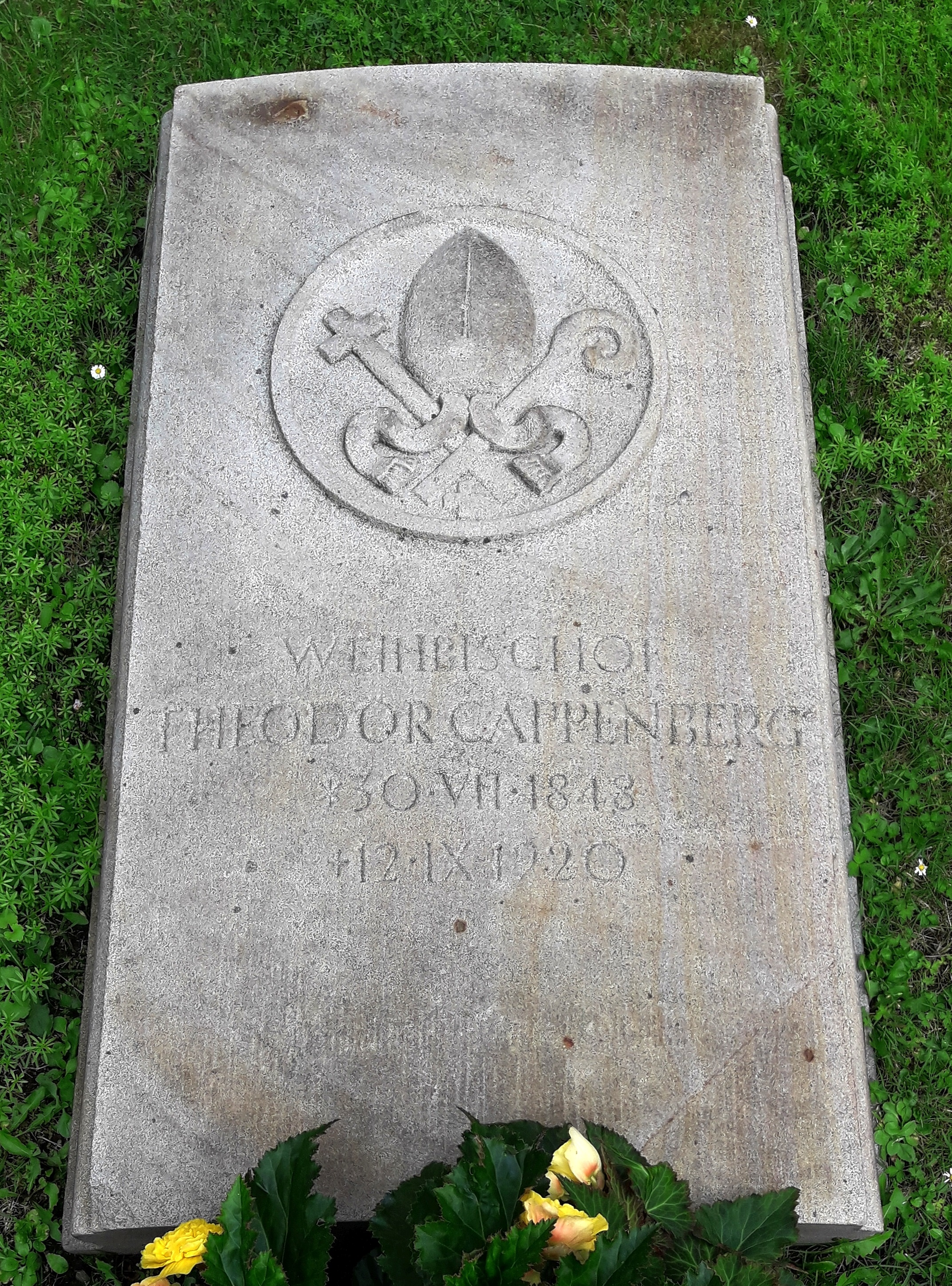
Grab von Weihbischof Theodor Kappenberg im Kreuzgang des Domes zu Münster

Theodor Kappenberg (* 30. Juli 1848 in Nordkirchen; † 12. September 1920 in Münster) war katholischer Geistlicher und Weihbischof in Münster.

## Leben
Theodor Kappenberg wurde am 10. August 1873 vom Münsteraner Bischof Johannes Bernhard Brinkmann zum Priester geweiht und erhielt 1874 eine erste Anstellung als Informator bei Friedrich von Landsberg-Velen und Gemen auf Schloss Gemen. 1884 wurde er zum Vikar an St. Margaretha in Ostenfelde bestellt. Ab 1890 wirkte er als Pfarrer von St. Matthias in Berlin, wo unter seiner Leitung die neugotische St.-Matthias-Kirche errichtet wurde. Im Jahr 1900 ernannte ihn Bischof Hermann Jakob Dingelstad zunächst zum Pfarrer von St. Pankratius in Buldern und 1904 zum Pfarrer von St. Martini in Wesel, bis ihn Bischof Johannes Poggenburg 1914 zum Domkapitular in Münster berief.
Bereits am 27. April 1914 ernannte ihn Papst Pius X. zum Weihbischof in Münster und Titularbischof von Sozopolis. Die Bischofsweihe erfolgte am 24. Mai 1914 durch den Bischof Poggenburg. Kokonsekratoren waren der Kölner Weihbischof Joseph Müller und der Paderborner Weihbischof Heinrich Haehling von Lanzenauer.

## Weihehandlungen
- 1915: Heilig-Kreuz-Kirche in Gladbeck-Butendorf
- 1915: St. Josef in Walsum-Aldenrade

## Auszeichnungen
- Fürstbischöflich Breslauer Geistlicher Rat
- Roter Adler-Orden IV. Klasse